# Traité de Libourne
 (mai 2012).
Si vous disposez d'ouvrages ou d'articles de référence ou si vous connaissez des sites web de qualité traitant du thème abordé ici, merci de compléter l'article en donnant les références utiles à sa vérifiabilité et en les liant à la section « Notes et références ».
Guérande (1365) Tolède (1368)
Le traité de Libourne est signé le 23 septembre 1366 entre l'ex-roi de Castille Pierre le Cruel, le Prince Noir et Charles le Mauvais.

## Antécédents
En 1366, Henri de Trastamare, demi-frère de Pierre le Cruel et prétendant au trône que ce dernier occupe, envahit le royaume de Castille à la tête d'une armée franco-aragono-castillane, dépose son demi-frère et se fait proclamer roi de Castille. Henri peut s'appuyer sur les troupes du royaume d'Aragon, en guerre contre la Castille depuis 10 ans, et sur les Grandes compagnies, menées par Bertrand Du Guesclin sur instruction du roi de France Charles V.
Réfugié en Gascogne, Pierre le Cruel se tourne donc naturellement vers les ennemis de ce dernier : le prince de Galles, héritier du royaume en guerre avec le royaume de France, et le roi de Navarre, qui affiche ses prétentions à la Couronne de France.
Le traité, signé à Libourne, stipule que le Prince Noir et le roi de Navarre doivent apporter une aide militaire et financière à Pierre le Cruel pour la reconquête de son trône et recevoir des territoires en contrepartie. Le Prince Noir est censé recevoir la seigneurie de Biscaye, la ville de Castro-Urdiales ainsi que 550 000 florins d'or. Pour sa part, Charles le Mauvais prétend recevoir le reste des provinces basques ainsi qu'un comté sis dans la région de Burgos.
Pour garantir sa part du traité, Pierre le Cruel laisse ses trois filles en résidence à Saint-Émilion et remet au Prince Noir un gros rubis (en réalité une spinelle) qui orne toujours la couronne impériale des rois d'Angleterre.

## Conséquences
Après la victoire des alliés à Nájera, le prince de Galles prend ses distances avec Pierre le Cruel, dont il accepte mal la cruelle répression que ce dernier exerce sur ses ennemis. Le Prince Noir doit s'en retourner en Guyenne les mains vides.
De son côté, le roi de Navarre, après une période d'attente, estime que le traité doit être appliqué. Au printemps 1368, il envoie donc ses troupes prendre possession de plusieurs zones du Guipuscoa, de l'Alava et de la Rioja, en particulier les villes de Logroño (oú il fait son entrée le 29 mai), Vitoria-Gasteiz (présence du roi le 5 juillet) et Saint-Sébastien sur le littoral. 
Cependant, Henri de Trastamare reprend la lutte contre son frère Pierre. Il remporte une victoire définitive à Montiel en mars 1369 qui assure le succès de son usurpation. Une fois son pouvoir consolidé, Henri II se tourne contre Charles le Mauvais. En 1373, celui-ci doit finalement rendre les territoires acquis en 1368 et accepter une alliance matrimoniale avec le nouveau pouvoir castillan (mariage du futur Charles III de Navarre avec Éléonore de Trastamare).

## Sources
- Georges Bordonove, Les Rois qui ont fait la France - Les Valois - Charles V le Sage, t. 1, Pygmalion, 1988.
- Bruno Ramirez de Palacios, Charles dit le Mauvais : Roi de Navarre, comte d'Evreux, prétendant au trône de France, Le Chesnay, Bruno Ramirez de Palacios, janvier 2015, 530 p. (ISBN 978-2-9540585-2-8)